# While I'm Dreamin'
While I'm Dreamin är debutalbumet av den maltesiska sångaren Fabrizio Faniello. Det gavs ut år 2001 och innehåller 16 låtar. Albumet innehåller bland annat låten "Another Summer Night" som Faniello representerade Malta med i Eurovision Song Contest 2001.

## Låtlista
| Nr  | Titel                      | Längd |
| --- | -------------------------- | ----- |
| 1.  | Another Summer Night       | 2:55  |
| 2.  | Gotta Love Yourself        | 3:21  |
| 3.  | My Girl                    | 3:01  |
| 4.  | Every Day of the Year      | 3:23  |
| 5.  | While I'm Dreamin          | 3:58  |
| 6.  | Hiding My Tears            | 3:25  |
| 7.  | Hold On Me                 | 3:35  |
| 8.  | Girl's Got a Brand New Toy | 4:03  |
| 9.  | Loves Comes Easy           | 3:46  |
| 10. | Voices In the Wind         | 3:09  |
| 11. | Change of Heart            | 3:04  |
| 12. | The Touch of Your Breath   | 3:05  |
| 13. | Show Me Now                | 3:06  |
| 14. | Another Summer Night       | 3:31  |
| 15. | Every Day of the Year      | 3:24  |
| 16. | My Girl                    | 3:15  |

Spår 14 till 16 är remixer.